# كريس آيوس
كريس آيوس (مواليد 14 يناير 1954) هو ملاكم كندي، مثّل بلاده في الألعاب الأولمبية الصيفية في دورتي 1972 و1976.

## روابط خارجية
كريس آيوس على موقع أوليمبيديا (الإنجليزية)